# Kinesine

Animatie van het 'lopen' van kinesine over een microtubulus

Kinesine behoort tot de motoreiwitten en beweegt zich over microtubuli door ATP om te zetten in kinetische energie. Een kinesine is daarmee een ATPase. Kinesines zijn in een cel verantwoordelijk voor onder andere het scheiden van de chromosomen tijdens de mitose en het transporteren van vesikels, bijvoorbeeld naar de uiteinden van axonen.

## Soorten
In de mens zijn ten minste 45 kinesines bekend, die onder te verdelen zijn in ten minste 14 subfamilies. De meeste kinesines bewegen zich in de richting van het plus-einde van microtubuli, maar er zijn uitzonderingen. Zo gaan de eiwitten uit de subfamilie kinesine-14 in de richting van het min-einde.

## Structuur
De meeste kinesines bestaan uit een kop aan de N-terminus van het eiwit, met een lange 'lichte keten' en aan de C-terminus een domein dat organellen kan binden. Twee van deze moleculen vormen samen een homodimeer. De lichte ketens van de twee eiwitten vormen samen een coiled coil. Qua structuur lijkt kinesine op myosine. Deze eiwitten komen dan ook uit dezelfde superfamilie van motoreitwitten.
De kop van kinesine is het motordomein. Deze is in alle soorten kinesine nagenoeg hetzelfde, terwijl de lichte ketens en het bindingsdomein enorm kunnen variëren tussen de verschillende soorten. Verschillende lichte ketens en bindingsdomeinen zorgen ervoor dat kinesines specifieke ladingen kunnen vervoeren. 
Binding en hydrolyse van ATP aan het motordomein en het dissociëren van ADP zorgt ervoor dat het motordomein de microtubulus los kan laten en kan bewegen ten opzichte van de staart. Zo beweegt kinesine zich over de microtubulus.

## Stapmodel
Alhoewel er twee modellen zijn om de beweging van kinesine te beschrijven - het 'inchworm'-model en het hand-over-handmodel - lijkt het er sterk op dat kinesine beweegt volgens het hand-over-handmodel. Dit model werkt als volgt. De leidende kop (de kop die relatief dichter bij het plus-einde van de microtubulus zit) heeft ADP gebonden en de volgende kop heeft ATP gebonden. Vervolgens wordt ATP in de achterste kop gehydrolyseerd. Dan dissocieert ADP van de leidende kop en op diezelfde plaats bindt een ATP, waarop de volgende kop over de leidende kop heen stapt in de richting van het plus-einde van de microtubulus. Nu is de volgende kop de leidende kop geworden en heeft kinesine één stap gezet. Dit proces herhaalt zich vervolgens. De afstand die een kop aflegt als hij een stap zet, is 16 nm. Volgens het hand-over-handmodel komt kinesine per stap dus 8 nm dichter bij het plus-einde van de microtubulus.